# Onthophagus civettae
Onthophagus civettae är en skalbaggsart som beskrevs av Yves Cambefort 1984. Onthophagus civettae ingår i släktet Onthophagus och familjen bladhorningar. Inga underarter finns listade i Catalogue of Life.